# Karachi Zoo
Koordinaten: 24° 52′ 34″ N, 67° 1′ 24″ O

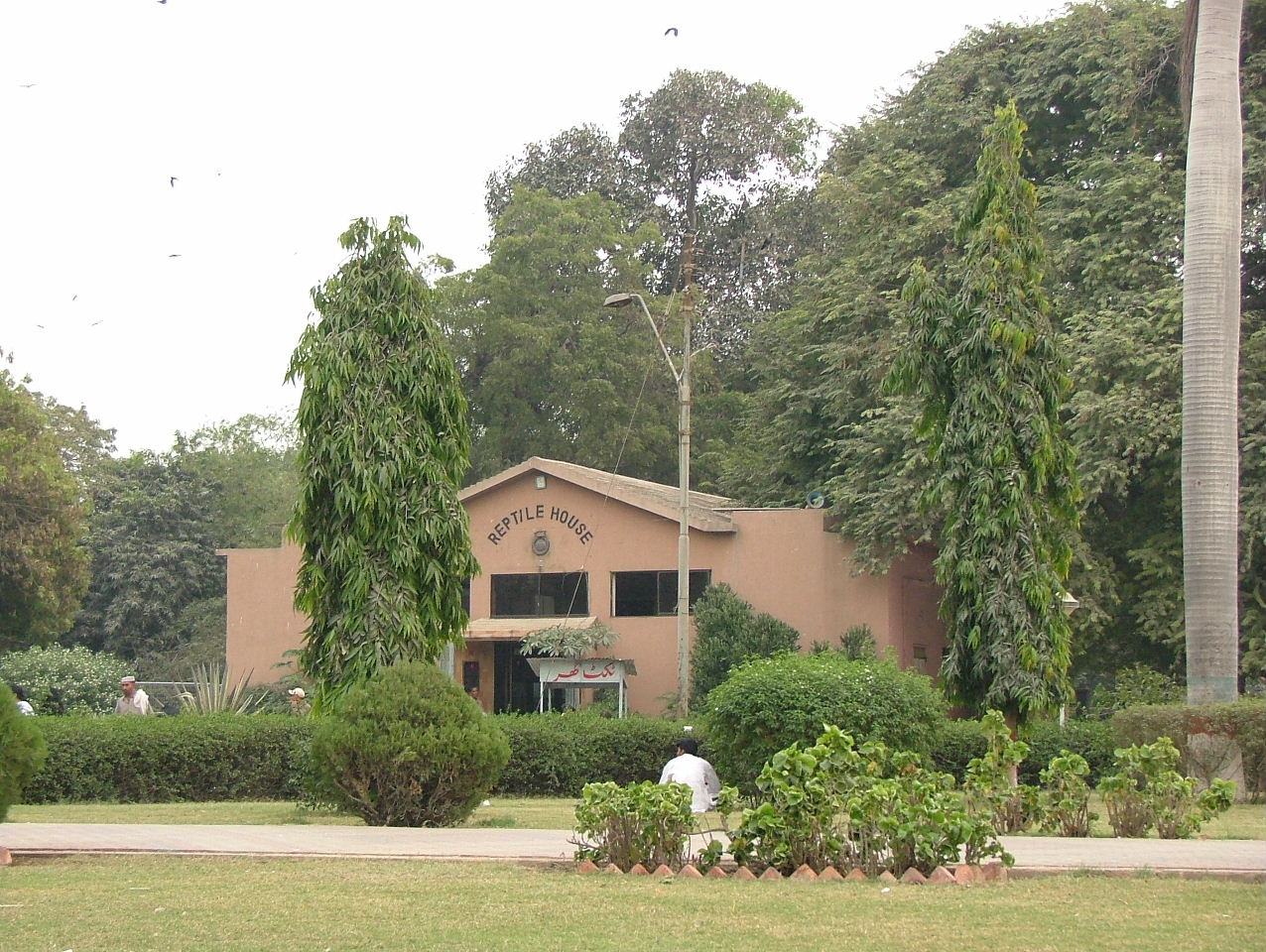
Reptilienhaus im Karatchi Zoo

Der Karachi Zoo (Panjabi ڪراچي زو چڙيا گهر, Urdu کراچی چڑیاگھر) ist ein Zoo, der sich in der Stadt Karatschi in der pakistanischen Provinz Sindh befindet. Er umfasst eine Fläche von ca. 13 Hektar und enthält neben den Anlagen für Tiere auch botanische Gärten. Es ist der größte Zoo in Pakistan, wurde 1878 gegründet und ist nach dem Lahore Zoo der zweitälteste in Pakistan. Ursprünglich wurde er Mahatma Gandhi Garden genannt, wurde jedoch nach der Unabhängigkeit des Landes  in Karachi Zoological Gardens bzw. Karachi Zoo umbenannt.

## Tierbestand
Im Karachi Zoo werden Säugetiere, Reptilien und Vögel aller Kontinente gezeigt, deren Anzahl jahrweise schwankt. Neben den Freianlagen und Gehegen und Häusern für Säugetiere gibt es ein Reptilienhaus, eine Tierklinik, ein kleines naturhistorisches Museum sowie Bildungseinrichtungen. 1953 wurde ein Aquarium, das 28 Schaubecken enthält, gebaut. Nachfolgende Bilder zeigen einige Tiere aus dem Bestand des Zoos.

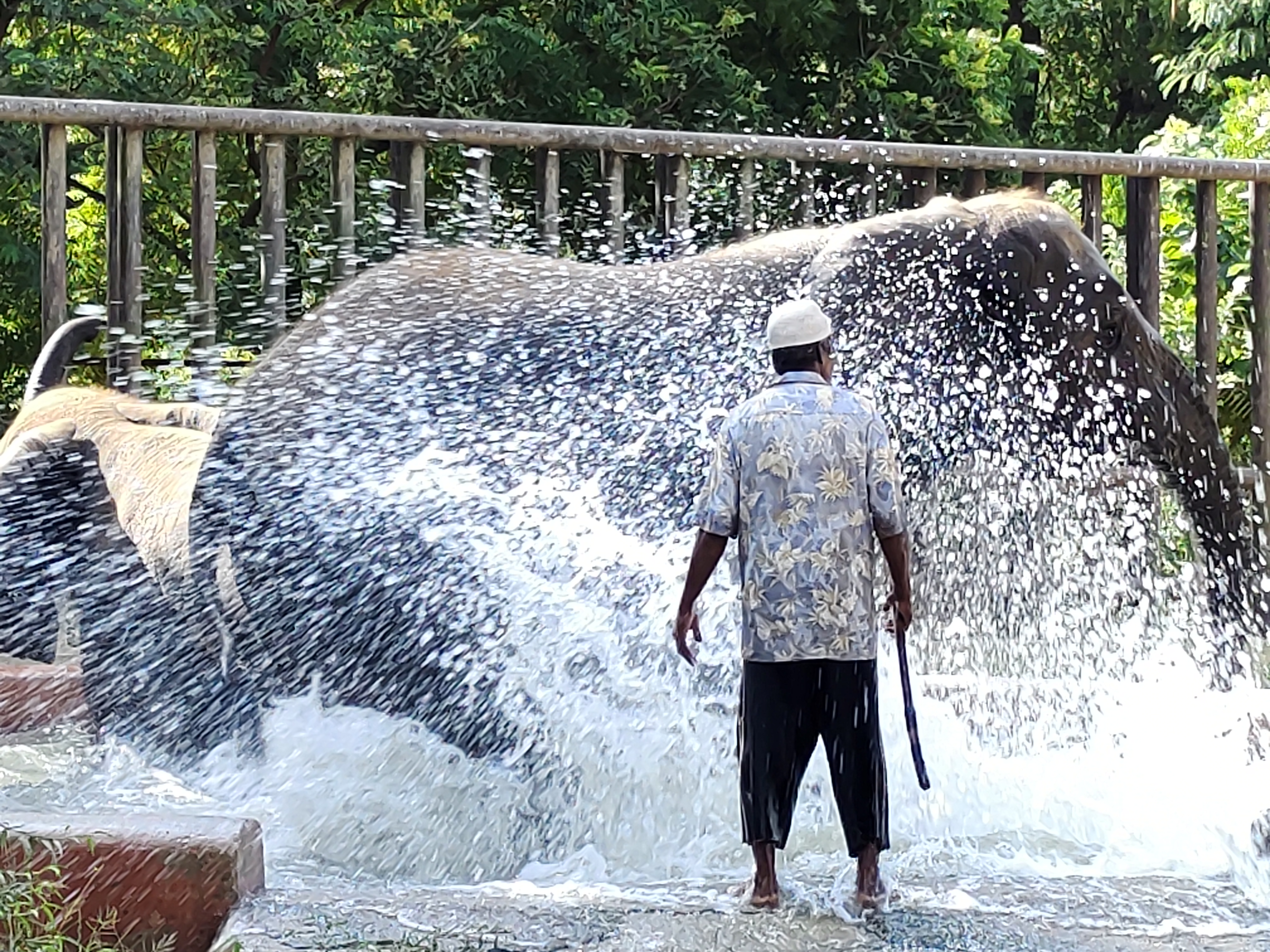
Badender Asiatischer Elefant
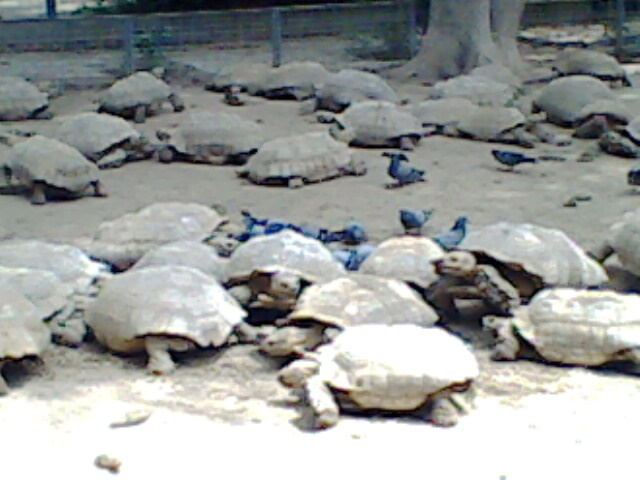
Schildkröten
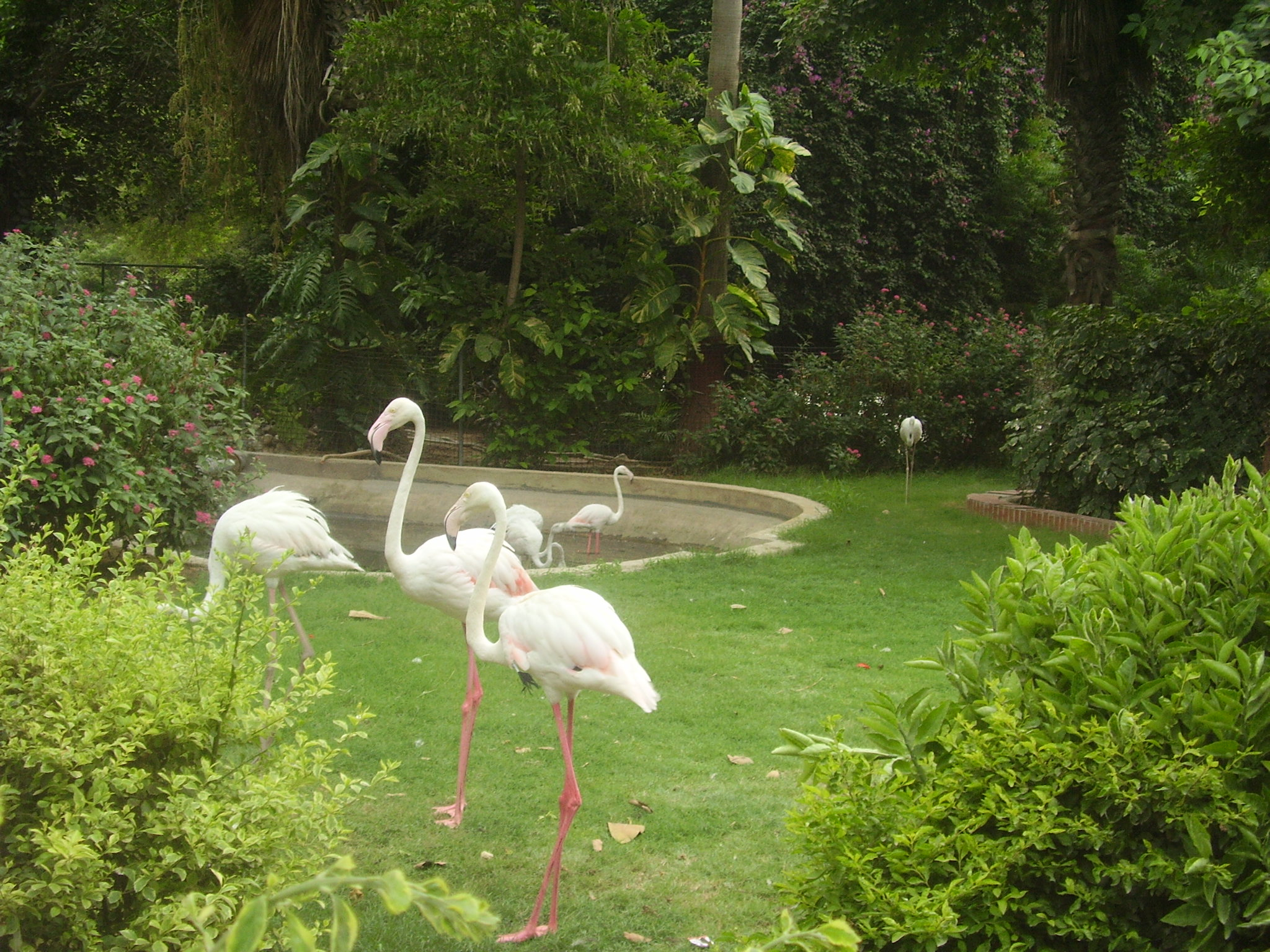
Flamingos
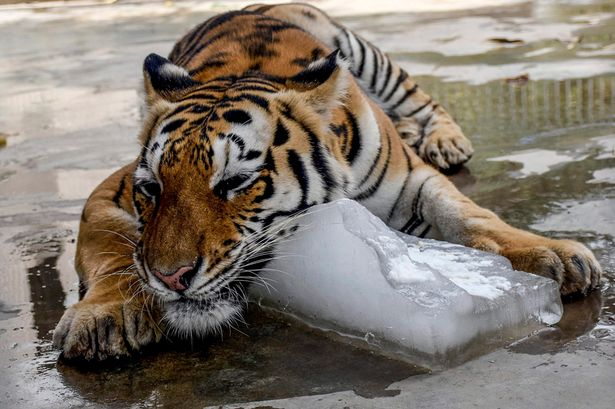
Königstiger

## Kritik
Der Karachi Zoo hat über viele Jahre für negative Schlagzeilen in der Presse gesorgt, wo über unsachgemäße Behandlung und viele Todesfälle von Tieren berichtet wurde. Es gab außerdem viele Demonstrationen von Tierschutzorganisationen, die die unzureichenden Bedingungen der Tierhaltung anprangerten.
Für Kritik sorgte 2010 der Tod mehrerer der seltenen Arabischen Oryx  (Oryx leucoryx), als dessen Ursache Infektionen angenommen wurden. Schon vorher waren einige der Tiere verendet, da sie bei unvorsichtigen Reinigungsarbeiten durch das Personal in Panik gerieten, in die Zäune ihres Geheges sprangen und dadurch zu Tode kamen.
Im Oktober 2020 reichten mehrere Aktivisten eine Klage beim Obersten Gericht der Provinz Sindh ein, die die unsachgemäße Behandlung einer Bärin zum Inhalt hatte. Eine weitere Klage wurde im März 2021 eingereicht, die die für die Führung des Zoos verantwortliche Organisation, die Karachi-Metropolitan Corporation (KMC) anklagte, vier Elefanten zu vernachlässigen, die, wie es hieß, in viel zu kleinen Käfigen angekettet sind und die medizinisch nicht versorgt wurden. Das Oberste Gericht der Provinz  Sindh gestattete daraufhin im September, dass Frank Göritz, der Chef-Tierarzt im Leibniz-Institut für Zoo- und Wildtierforschung in Berlin, nach Pakistan reisen sollte, um den Gesundheitszustand der Elefanten zu überprüfen.
Um die schlechten Bedingungen im Karachi Zoo zu verbessern, stellt die Provinzregierung einen Betrag in Höhe von 2 Milliarden Rupien zur Renovierung und Erneuerung der Anlagen im Zoo zur Verfügung. Der Betrag soll nicht nur für die dringend notwendige Modernisierung der Gehege eingesetzt werden, sondern auch zur Beschaffung von Partnern für allein lebende Individuen. Viele Käfige sind sogar gänzlich leer und mehrere Tiere, darunter ein Tiger, ein Löwe und ein Bär, benötigen Partner. Die bisher noch vorhandenen Käfige sollen in großzügige, artgerecht gestaltete Freianlagen umgebaut werden.